# Dombais et fils
Pour plus de détails, voir Fiche technique et Distribution.
Dombais et fils est un téléfilm français en deux parties réalisé par Laurent Jaoui et diffusé le 7 juin 2007 sur France 3. L'histoire est adaptée du roman de Charles Dickens, Dombey et Fils.

## Synopsis
Depuis la naissance de son unique héritier masculin, Charles Dombais délaisse sa fille Florence. La jeune fille passe une enfance tiraillée, entre un père ne vivant que pour son fils et son frère, Paul, à la santé fragile, mais qu'elle adore plus que tout.

## Fiche technique
- Réalisateur : Laurent Jaoui
- Scénariste : Aleksandr Adabashyan d'après le roman de Charles Dickens
- Date de diffusion : 7 juin 2007 sur France 3
- Durée : 180 minutes
- Genre : Drame

## Distribution
- Christophe Malavoy : Charles Dombais
- Déborah François : Florence Dombais de 14 à 20 ans
- Danny Martinez : Paul à 7 ans
- Pierre Santini : Sacotte
- Lola Giovannetti : Florence enfant
- Karina Marimon : Suzanne
- Nicolas Briançon : Cartier
- Philippe Clay : Jérémie
- Michel Robin : Salomon
- Samuel Cahu : Arthur 23 ans
- Chrystelle Labaude : Louise Chicot
- Serpentine Teyssier : Lucrèce
- Jeffrey Barbeau : Arthur 15 ans
- Caroline Bourg : Edith de Préville, épouse Dombais
- Anne Girouard : Bernadette
- Marie-France Pisier : Cléopâtre
- Romain Vissol : Toupin
- Laura Weissbecker : Cécile Dombais
- André Dussollier : Narrateur